# Кавелашвили, Михаил Гурамович
Михаи́л Гура́мович Кавелашви́ли (груз. მიხეილ გურამის ძე ყაველაშვილი; род. 22 июля 1971[…], Болниси) — советский и грузинский футболист и политический деятель. Действующий президент Грузии и верховный главнокомандующий Вооружёнными силами Грузии с 29 декабря 2024 года.

## Ранние годы
В 1989 году окончил среднюю школу, после чего поступил на экономический факультет Тбилисского государственного университета, который не окончил.

## Спортивная карьера

### Клубная
Начал играть в тбилисском «Локомотиве», затем перешёл в «Динамо», в составе которого стал шестикратным чемпионом Грузии (1990—1995). В 1995 году перешёл во владикавказский клуб «Спартак-Алания», с которым также завоевал чемпионство.
В 1996 году перешёл в «Манчестер Сити». После вылета клуба из Премьер-лиги Кавелашвили был отдан в аренду в швейцарский «Грассхоппер», так как сыграл недостаточно игр в Премьер-лиге для получения разрешения играть в первом дивизионе. Следующие десять лет играл за различные клубы Швейцарии. Во второй половине 2004 года был отдан на полгода в аренду в «Аланию».

### В сборной
За сборную Грузии сыграл 46 матчей, забил 9 мячей, по другим данным — 45 (8).

## Политическая карьера
В 2015 году планировал баллотироваться в президенты Федерации футбола Грузии, но из-за отсутствия высшего образования не смог принять участие в выборах.
Депутат парламента Грузии IX, X и XI созывов от правящей партии «Грузинская мечта». Председатель парламентского комитета по спорту и делам молодежи (2016—2022). В 2022 году Кавелашвили и другие члены «Грузинской мечты» создали отдельную парламентскую фракцию «Сила народа», которая отличается более радикальной антизападной риторикой. В 2024 году был выдвинут своей партией на пост президента Грузии.
14 декабря 2024 года коллегией выборщиков избран президентом Грузии, получив 100 % действительных голосов. Несмотря на это, грузинская оппозиция посчитала данные выборы незаконными, в основном из-за обвинений в фальсификации выборов, связанных с предшествующими парламентскими. Эти обвинения вызвали новые массовые беспорядки и способствовали более широкому политическому кризису в стране. Уходящий президент Грузии Саломе Зурабишвили вместе с оппозиционными партиями продолжает заявлять себя в качестве законного президента Грузии. Сам Кавелашвили назвал «абсурдом» разговоры о сфальсифицированных выборах и заявил, что Зурабишвили и оппозиционные партии «служат внешним интересам и выполняют заказы из-за рубежа».
29 декабря 2024 года был приведён к присяге в качестве президента Грузии, в парламенте Грузии.

## Спортивные достижения

### Командные
- Шестикратный чемпион Грузии (1990—1995)
- Чемпион России (1995)
- Чемпион Швейцарии (1998)

### Личные
- Вошёл в Список 33 лучших футболистов чемпионата России под первым номером (нападающий, 1995)[19].

## Личная жизнь
Женат на Тамаре Георгиевне Багратиони-Давитишвили (род. 1971), сестре певицы Лизы Багратиони, которые являются племянницами Джансуга Багратиони (занимал пост президента Национального олимпийского комитета Грузии в 1996—2004 годах, предшественник Бадри Патаркацишвили; в 1999—2004 годах был депутатом Парламента Грузии 5-го созыва по партийному списку, от избирательного блока «Союз граждан Грузии»). У пары трое совместных детей: Мариам (род. 1996), Гурам (род. 2001) и Элизабет (род. 2013), а также сын Тамары Багратиони от первого брака Георгий (род. 1989).